# A Gazeta Esportiva
A Gazeta Esportiva foi um jornal esportivo, com sede em São Paulo, com circulação em todo o território do Brasil, até 2001.
O jornal distribuía diversos prêmios a clubes e jogadores do futebol brasileiro, como a Taça dos Invictos, e firmou-se como um dos mais tradicionais e influentes meios de informação da mídia esportiva brasileira durante o século XX.
Atualmente existe a versão on-line da Gazeta Esportiva, cujo site herdou todo o conteúdo do impresso e se tornou um dos mais acessados do Brasil. Por ser órgão da Fundação Cásper Líbero, a redação do site ainda mantém convênio com a faculdade de comunicação de mesmo nome, de onde traz seus estagiários.

## História
A Gazeta Esportiva nasceu em 23 de dezembro de 1928, como um semanário ligado ao jornal A Gazeta, por iniciativa do jornalista Cásper Líbero. O sucesso da Seleção Brasileira na Copa do Mundo de 1938 fez os responsáveis pelo jornal ter a ideia de uma edição diária, e o novo prédio já estava sendo projetado com isso em mente, assim como o novo maquinário. O início da Segunda Guerra Mundial na Europa, entretanto, adiou os planos, por causa da escassez de papel.
Em 1943, houve novos planos para uma edição diária, porém a morte de Cásper Líbero, num acidente de avião, adiou-os novamente. A escassez de papel ainda mais aguda, em meados dos anos 1940, impediu que o plano da edição diária fosse executado mais uma vez, apesar de muitos leitores perguntarem quando A Gazeta Esportiva conseguiria fazê-lo. Àquela altura, o jornal já saía duas vezes por semana, às segundas e aos sábados.
A edição diária finalmente foi concretizada em 10 de outubro de 1947, uma sexta-feira, com o jornal passando a ser publicado todos os dias, exceto aos domingos. Em editorial nessa primeira edição diária, a equipe do jornal fez uma carta a Cásper Líbero: "Garantimos-lhe, doutor Cásper, que faremos desta nova edição, por honra e orgulho do esporte brasileiro e em memória do nosso saudoso chefe, um dos maiores diários especializados do mundo."
A expectativa inicial de uma tiragem entre quinze mil e vinte mil exemplares diários rapidamente foi superada, e em 1954, durante a Copa do Mundo, o jornal atingiu o recorde brasileiro de tiragem, com 257.560 exemplares.
A primeira edição dominical foi publicada em 16 de março de 1958; segundo o jornal, era um pedido de "milhares de leitores". "Tomando a iniciativa da edição domingueira, não visa ao seu benefício, mas ao da intenção sincera de melhor servir aos esportes, ampliando o seu espaço vital para o acolhimento do noticiário volumoso com que se defronta a cada dia que passa, a ponto de, por vezes, sentir o 'medo de não dar conta do recado'", escreveu o jornal. A edição esgotou-se em poucas horas, chegando perto do recorde de tiragem, com mais de 253 mil exemplares vendidos.
Em 13 de novembro de 1998, foi inaugurado o site Gazeta Esportiva.net, que em 2001 assumiu todo o acervo do periódico após a extinção do jornal impresso.